# Кэрол Брюстер
Кэ́рол Брю́стер (англ. Carol Brewster), настоящее имя — Ми́риам Эли́забет Хе́члер (англ. Miriam Elizabeth Hechler; 25 февраля 1927, Лос-Анджелес, Калифорния — 1 февраля 2013, Биг-Бэр-Лейк, Калифорния) — американская актриса.

## Биография
Мириам Элизабет Хечлер (настоящее имя Кэрол Брюстер) родилась 25 февраля 1927 года в Лос-Анджелесе (штат Калифорния, США).
В 1949—1970 года Кэрол сыграла в 40 фильмах и телесериалах, она наиболее известна по ролям в таких фильмах как: «Баркли с Бродвея» (1949, роль Глории Эмбой), «Каса-Маньяна» (1951, роль Хани Ла Вёрн), «Женщины-кошки с Луны» (1953, роль Альфы), «Девственница в Голливуде» (1953, роль модели/танцовщицы) и «Ребёнок Розмари» (1968, роль Клодии Комфорт).